# Miami (film, 2017)
Pour les articles homonymes, voir Miami (film) et Miami (homonymie).
Pour plus de détails, voir Fiche technique et Distribution.
Miami est un film finlandais réalisé par Zaida Bergroth, sorti en 2017.

## Synopsis
Deux sœurs se retrouvent après des années de séparation et envisagent de se construire un meilleur ensemble.

## Fiche technique
- Titre : Miami
- Réalisation : Zaida Bergroth
- Scénario : Zaida Bergroth et Jan Forsström, sur une idée de Kaarina Hazard et Leea Klemola
- Musique : Tuomas Norvio et Matthias Petsche
- Photographie : Henri Blomberg
- Montage : Samu Heikkilä
- Production : Miia Haavisto
- Société de production : Helsinki-Filmi
- Pays :  Finlande
- Genre : Drame
- Durée : 119 minutes
- Dates de sortie : 
  -  Finlande : 4 août 2017

## Distribution
- Krista Kosonen : Angela
- Sonja Kuittinen : Anna
- Juhan Ulfsak : Eduard
- Alex Anton : Timi
- Christian Lindroos : Jakke
- Janne Reinikainen : Jouni
- Kristian Smeds : Mertsi
- Pirkko Hämäläinen : Junell
- Juha Lehtola : Korhonen

## Distinctions
Le film a été nommé pour cinq Jussis et a remporté celui de la meilleure actrice pour Krista Kosonen.